# 刘集乡 (虞城县)
刘集乡，是中华人民共和国河南省商丘市虞城县下辖的一个乡镇级行政单位。

## 行政区划
刘集乡下辖以下地区：
刘集村、王楼村、柴庄村、南高楼村、祝庄村、侯楼村、刘皮庄村、杨沈楼村、朱老庄村、李河村、陈集村、石庄村、胡堤口村、方庄村、苏楼村、立新村、屈桥村、刘阁村、朱集村、甄寨村、耿庄村、新庄村和蔡老家村。